# Ojczyzna dwóch narodów
Ojczyzna dwóch narodów – polski film dokumentalny z 1992 w reżyserii Aliny Czerniakowskiej.
Film przedstawia twórczość dr Dory Kacnelson, piszącej o losach Polaków we Lwowie, w Wilnie, byłych powstańców warszawskich i sybiraków.
Film został nagrodzony w kategorii filmu dokumentalnego na Polonijnym Festiwalu Multimedialnym "Polskie ojczyzny" w Częstochowie w 2013 (I nagroda).